# BMW R 51/2
BMW R 51/2 – produkowany od 1950 do 1951 dwucylindrowy (bokser) motocykl firmy BMW. Był następcą przedwojennego modelu R 51, z którego przejął silnik z dwoma wałkami rozrządu z drobnymi zmianami.

## Historia
Gdy w 1948 BMW pokazało pierwszy powojenny model R 24, równolegle trwały prace na zbudowaniem większego boksera również opartego na przedwojennym modelu BMW R 51. Ponieważ alianci nałożyli na niemieckich producentów ograniczenie pojemności silników do 250 cm³ plany te początkowo nie mogły wejść w życie. Jesienią 1949 pokazano prasie BMW R 51/2. W styczniu 1950 ruszyła produkcja pierwszego powojennego boksera.
R 51/2 dobrze trafił w rynek. W ciągu roku produkcji wyprodukowana 5000 sztuk. W klasie powyżej 350cm³ BMW zyskało 90% udział w rynku, mimo że przy cenie 2750 DM BMW było droższe niż silniejszy i o większej pojemności Zündapp KS 601. Również policja wybrała BMW. Pierwsze 6 wyprodukowanych egzemplarzy trafiło do eskorty prezydenta Heussa. Po roku R 51/2 zostało zastąpione przez model R 51/3.

## Konstrukcja
Dwucylindrowy górnozaworowy silnik z dwoma wałkami rozrządu napędzanymi łańcuchem, w układzie bokser o mocy 24 KM wbudowany wzdłużnie zasilany 2 gaźnikami Bing 1/22/39 lub 1/22/40. Suche sprzęgło jednotarczowe połączone z 4-biegową, nożnie sterowaną skrzynią biegów. Napęd koła tylnego wałem Kardana. Rama ze spawanych elektrycznie rur stalowych z suwakowym zawieszeniem tylnego koła z teleskopami. Przednie zawieszenie to widelec teleskopowy z tłumieniem olejowym. Z przodu i tyłu zastosowano hamulce bębnowe o średnicy 200mm.  Prędkość maksymalna 135 km/h.